# Verebélyi Endre
Verebélyi Endre (beceneve: Veréb) (Budapest, 1943  –)  magyar vitorlázórepülő-pilóta, repülőgépszerelő.

## Életpálya
Egy iskolai élménybeszámoló hatására a Hármashatárhegyen jelentkezett vitorlázópilótának. 
Első felszállása 1959. április 12-én Koma típusú repülőgéppel Mátyásföldön volt. 1959. augusztus 5-én repül első alkalommal egyedül. A "B" vizsgát 1959. augusztus 7-én Mátyásföldön, a "C" vizsgát már Dunakeszin 1960. augusztus 22-én repülte meg. 1968-ig a mátyásföldi, majd a Dunakeszi repülőtéren szorgoskodott. A téli, karbantartási időben az aggregátort és a Tátra kötélvisszahúzót ápolta. Sorkatonai szolgálatát  (1963-1964 között) követően Dunakeszire a Magyar Honvédelmi Szövetség (MHSz) repülőgép szerelő állományába került. 1968-ban Budaörsre, az MHSz repülőgép-javító műhelybe került szerelőnek. Első hivatalos versenyén Őcsénybe, minden versenyző az új típusú magyar repülőgéppel, az Esztergommal indult. A repülőklub Kiskunfélegyházára költözött, így a repülés egy időre félbeszakadt. 1968-1987-ben a  sikeres orvosi vizsga után következtek a gyakorlatba hozó repülések és az új szakszó vizsgák. Az önigazoló repülések után a további  lehetőségeket fiának engedte át, kisegítő szolgáltatásokat végzet (terepleszállás utáni visszaszállítás).
A Műegyetemi Sportrepülő Egyesületben (MSE) 2001. április 20-án kezdeményezésére megalakult a Senior Repülő és Hagyományőrző Csoport. Alapító tagjai: Dúzs István, Verebélyi Endre, Mazán Mátyás, Kovács János, Hörcher Miklós, Lengyel Pál, Fülöp Tibor, Bánó Imre, Magyar Bálint, Spang Ferenc, Kristóf József, Katona Sándor, Matuz István, Fekecs Gábor.

## Sportegyesületei
Ipari Tanulók Repülő Egyesület (ITRK),

## Sporteredmények
Az ezüstkoszorú feltételeit 1962. április 23., és június 10. között teljesítette. Gyöngyösön repülte meg az aranykoszorú magassági feltételét 1987. december 28-án, majd következett a 300 kilométer teljesítése.

## Családi kapcsolat
1983-ban fia Verebélyi Zoltán 13 éves korában szintén megszállottja lett a repülésnek Hármashatár-hegyen.